# Грузино-сельджукские войны
Грузино-сельджукские войны (груз. ქართულ-სელჩუკური ომები) представляли собой длинную серию сражений и военных столкновений, которые происходили с ок. 1048 по 1213 год между Грузинским царством и различными государствами Сельджукидов, занимавшими большую часть Закавказья. Конфликту предшествуют смертоносные набеги турок на Кавказ в XI веке, известные в грузинской историографии как «Великое турецкое нашествие». Войны закончились решительной победой Грузинского царства.
Однако после смерти царицы Тамары в 1213 году ситуация изменилась. Правда, сельджуки уже не были великой державой и Грузии не составило труда выиграть очередную войну против них, но новый грузинский царь Георгий IV Лаша «впал в похоть», как сообщает Грузинская летопись. Страна постепенно начала разделяться, особенно когда Грузинская православная церковь и дворянство отказались признать незаконный союз царя с простолюдином из Кахетии. Это возвестило о первых симптомах будущего распада страны, и с 1220 г. к границам Грузинского царства пришёл новый враг - монголы. Георгий IV погиб, сражаясь с ними в 1223 году, а его сестра Русудан заключила отчаянный союз, когда вышла замуж и выдала свою дочь Тамар за сельджукских принцев из Эрзурума и Рима. Бывшие враги теперь стали ближайшими союзниками, но это не помешало монголам подчинить себе страну в 1242 г. Эта дата знаменует собой официальный конец Золотого века Грузии, начавшегося при правлении Давида IV.